# Championnat de France Camions FFSA
Vous pouvez aider à l'améliorer ou bien discuter des problèmes sur sa page de discussion.
- Il ne cite pas suffisamment ses sources. Vous pouvez indiquer les passages à sourcer avec {{référence nécessaire}} ou {{Référence souhaitée}}, et inclure les références utiles en les liant aux notes de bas de page. (Marqué depuis janvier 2023)
- Son texte doit être wikifié : il ne correspond pas à la mise en forme Wikipédia (style, typographie, liens internes, liens entre les wikis, etc.). (Marqué depuis janvier 2023)
- Son ton est trop promotionnel ou publicitaire, voire hagiographique. Le texte doit adopter un ton neutre et encyclopédique. (Marqué depuis janvier 2023)

- Archive Wikiwix
- Bing
- Cairn
- DuckDuckGo
- E. Universalis
- Gallica
- Google
- G. Books
- G. News
- G. Scholar
- Persée
- Qwant
- (zh) Baidu
- (ru) Yandex
- (wd) trouver des œuvres sur Wikidata

Le Championnat de France Camions FFSA,  communément abrégé cdfcamions, est une discipline de sport automobile qui rassemble des camions de compétition de haut niveau.
Il est régi par la Fédération française du sport automobile.
La première course de camions en France a vu le jour en 1981 lors des 24 Heures du Mans Camions.
Anciennement appelé Coupe de France Camions, cette discipline porte désormais le nom de Championnat de France Camions depuis 2018.
Le Championnat s'articule en six meetings en moyenne se présentant sous la forme suivante : essais libres, essais chronométrés qualificatifs, warm-up et quatre courses, dont deux lors de la journée de clôture, d'une longueur de 45 kilomètres maximum.
Le classement final du Championnat de France Camions est établi en tenant compte de tous les résultats y compris les points de bonus.
À l'issue de la saison 2018, le premier titre de Champion de France Camions a été décerné à Anthony Janiec du Team Lion Truck Racing.
Téo Calvet (Buggyra Racing) est l'actuel Champion de France en titre (2020/2021, 2023 et 2024).

## Historique

### Les débuts des Grands-Prix Camions
La première course de camions en France est créée en 1981 à l'occasion des 24 Heures Camions du Mans.
Trois différentes catégories de camions y concourent. Les tracteurs de 200 à 300 ch (catégorie 1), les tracteurs de 301 à 350 ch (catégorie 2) et les tracteurs de plus de 350 ch (catégorie 3).
Gérard Cesar et Luc Chabot sont les grands vainqueurs de cette première édition des 24 heures camions.
En 1984 a lieu la première édition du Grand Prix Camions du Castellet remportée par Michel Gaillard.

### Championnat de France Camions FFSA
En 2018, la Coupe de France Camions devient officiellement le Championnat de France Camions. Le Grand Prix Camions du Castellet est le 1er rendez-vous du tout nouveau Championnat de France Camions 2018. Cette saison est composée de 6 meetings et accueille 25 pilotes. Anthony Janiec, pilote du Lion Truck Racing, devient le premier champion de France camions depuis le changement d'appellation en 2018.
L'année 2019 est marquée par un nouveau sacre d'Anthony Janiec au volant de son MAN, le deuxième consécutif.
En 2020, Téo Calvet s'impose sur le circuit de Nogaro lors de l'unique Grand Prix de la saison devant Thomas Robineau et Anthony Janiec. Les autres courses de la saison du Championnat de France sont par la suite annulées en raison de la pandémie de Covid-19.
L'année 2021 marque le retour du Championnat de France Camions avec 5 meetings et 31 pilotes engagés. La saison reprend cependant avec des protocoles sanitaires stricts pour protéger les pilotes et les membres des Teams. À l'issue de cette saison, Téo Calvet décroche le titre de Champion de France Camions FFSA  à seulement 20 ans (record de jeunesse pour un titre).
2022 signe un tournant en matière d'écologie dans les courses de camions. Le promoteur du championnat (le magazine FranceRoutes à l'époque) impose le biocarburant à tous les concurrents. Depuis, les camions engagés dans le Championnat de France Camions roulent tous alimentés d'un carburant vert. Sous l'impulsion du promoteur, une charte écoresponsable du championnat a été mise en place depuis la saison 2022. Celle-ci est composée de 9 grandes actions à mettre en œuvre (mobilités durable sur paddock, triage et recyclage des déchets, biocarburants). Cette charte est signée au début de chaque saison par l'ensemble des acteurs du championnat.
José Eduardo Rodrigues remporte le Championnat de France Camions 2022 au terme d'une saison au coude à coude avec Thomas Robineau. Il est également sacré Champion de France Camions Junior également.
En 2023, Téo Calvet s'est imposé de manière écrasante lors du Championnat de France Camions. Il a remporté 4 des 6 Grands Prix, accumulant 13 victoires de courses au total. De plus, il est devenu le premier pilote à remporter la première course de nuit lors des 24 Heures Camions du Mans. Parallèlement, Raphael Sousa a décroché le titre de Champion de France Camions Junior.
Téo Calvet est sacré une troisième fois Champion de France lors de la saison 2024. Sacré lors du dernier Grand-Prix Camions sur le Circuit d'Albi devant Thomas Robineau et Lionel Montagne. Le titre de Champion de France Junior revient à Ivan Rodrigues.

## Autour de la course

### Organisation
Deux organismes sont chargés de l'organisation du Championnat de France Camions :
- la Fédération française du sport automobile (FFSA), présidée par Pierre Gosselin, qui assure la direction technique et sportive et détermine les règlements ;
- WHEELS RACING, assure la promotion du championnat et l'organisation.

WHEELS RACING est une agence de promotion et d'organisation d'événements sportifs et championnats dans le domaine des sports mécaniques.
Le magazine FranceRoutes a assuré la promotion du Championnat et l'organisation de certains événements. FranceRoutes est un magazine mensuel destiné aux conducteurs, transporteurs et passionnés de camions. Ce magazine rassemble 43.214 lecteurs par mois. FranceRoutes était le promoteur français des courses de camions de 2018 à 2023.
Les Grands-Prix Camions se distinguent des autres compétitions grâce aux caractéristiques suivantes ; le paddock est en accès libre, c'est-à-dire qu'il est ouvert à l'ensemble des visiteurs. On retrouve également lors des grand prix camions un village animation, un village commercial et de l'innovation et un salon professionnel transport.

### Championnat
Le championnat comprend un titre de Champion de France, un titre de Champion de France Junior et un titre de Championne de France (si assez de féminines sont présentes).
Le championnat est composé de 4 courses par Grand-Prix.
Les épreuves du Championnat de France Camions 2025 :
- Grand-Prix Camions du Castellet,
- Grand-Prix Camions de Nogaro,
- Grand-Prix Camions de Nevers Magny-Cours,
- 24 Heures Camions Le Mans,
- Grand-Prix Camions d'Albi.

31 pilotes étaient engagés au championnat de France Camions lors de la saison 2024.

### Déroulement d'un week-end
Un grand prix camions est un week-end entier de compétition, avec essais et courses. Tous les grands prix comptent quatre courses qui se déroulent sur deux jours, le premier étant généralement un samedi et le deuxième un dimanche. Les deux journées sont indépendantes en ce qui concerne les résultats.
| Épreuve                   | Durée      |
| ------------------------- | ---------- |
| 2 séances d'Essais Libres | 30 minutes |
| Essais Qualificatifs 1    | 20 minutes |
| Superpole 1               | 10 minutes |
| 2 courses de +/- 45 km    | /          |

| Épreuve                   | Durée      |
| ------------------------- | ---------- |
| 2 séances d'Essais Libres | 30 minutes |
| Essais Qualificatifs 2    | 20 minutes |
| Superpole 2               | 10 minutes |
| 2 courses de +/- 45 km    | /          |

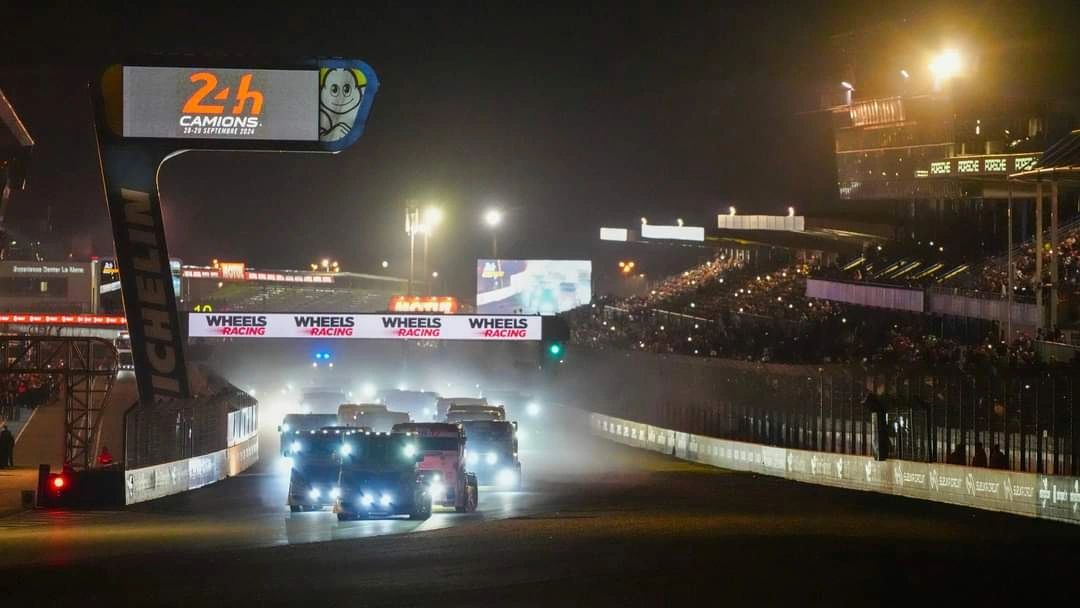
Course de nuit du Championnat de France Camions lors des 24 Heures Camions Le Mans 2024

La grille de départ des courses 1 et 3 est établie selon les meilleurs temps des Essais Qualificatifs et des Superpole 1 et 2.
La grille de départ de la course 2 est établie en fonction du classement de la course 1, avec inversion des 4 premières lignes (3 sur certains circuits pour des raisons de sécurité).
La grille de départ de la course 4 est établie selon le classement de la course 3, avec inversion des 4 premières lignes (3 sur certains circuits pour des raisons de sécurité).

### Épreuves
En plus des quatre courses, le week-end est composé de 2 épreuves additionnelles appelées épreuve mécanique et gymkhana.

#### Épreuve de mécanique
L’épreuve de mécanique est, en général, organisée le dimanche midi.
C’est une épreuve chronométrée lors de laquelle deux mécaniciens et un pilote par camion doivent démonter et remonter la roue avant gauche le plus rapidement possible. L'équipe réalisant le meilleur temps s'impose.

#### Épreuve de gymkhana
L’épreuve de gymkhana est, en général, organisée le samedi soir après les courses.
C’est une épreuve chronométrée lors de laquelle le camion doit slalomer entre des cônes (sans les faire tomber) et s’arrêter en touchant le premier des trois cônes disposés en triangle. Le camion le plus rapide l'emporte.

### Challenges Grand Prix

#### Challenge Sportif
Le challenge sportif détermine le pilote vainqueur de chaque Grand-Prix Camions. Le classement général résulte de la somme des points des 4 courses du week-end.
En cas d’égalité, les concurrents sont départagés en fonction des meilleurs places obtenues sur les courses du week-end. Si l’égalité persiste, le vainqueur est le pilote qui a obtenu la meilleure place lors de la Course 1.

#### Challenge Teams
Le Challenge Teams détermine l’équipe (composée de deux pilotes) vainqueur de chaque Grand-Prix. Le classement résulte de la somme des points cumulés par les équipes lors des 4 courses du week-end.
En cas d’égalité, c’est l’équipe ayant réalisé le meilleur temps de la Superpole1 qui remporte le challenge.

## Système de points
Seuls les pilotes inscrits pour la saison complète marquent des points. Les pilotes inscrits en course par course ne peuvent pas prétendre marquer pour le classement du Championnat de France camions.
Par exemple, un pilote en course par course termine 3e, il est sur le podium, mais celui qui marque les points de la troisième place est le suivant, sous réserve que lui aussi ne soit pas en course par course.
Course 1 et 3 : les 10 premiers marquent des points soit du premier au vingtième, 50, 42, 36, 33, 30, 27, 24, 22, 20, 18, 16, 14, 12, 10, 8, 6, 4, 3, 2 et 1.
Course 2 et 4 : les 10 premiers marquent des points soit du premier au vingtième, 20, 19, 18, 17, 16, 15, 14, 13, 12, 11, 10, 9, 8, 7, 6, 5, 4, 3, 2 et 1.
Concernant les points de bonus, 5 points sont attribués aux pilotes figurant sur la liste des admis à prendre part aux essais
Si des épreuves sont prévues au règlement particulier de l'épreuve, 1 point est attribué aux pilotes qui participent à l'épreuve du gymkhana et 1 point est attribué aux pilotes qui participent à l'épreuve de mécanique.
| Rang | Courses 1 et 3 | Courses 2 et 4 |
| ---- | -------------- | -------------- |
| 1er  | 50 points      | 20 points      |
| 2e   | 42 points      | 19 points      |
| 3e   | 36 points      | 18 points      |
| 4e   | 33 points      | 17 points      |
| 5e   | 30 points      | 16 points      |
| 6e   | 27 points      | 15 points      |
| 7e   | 24 points      | 14 points      |
| 8e   | 22 points      | 13 points      |
| 9e   | 20 points      | 12 points      |
| 10e  | 18 points      | 11 points      |
| 11e  | 16 points      | 10 points      |
| 12e  | 14 points      | 9 points       |
| 13e  | 12 points      | 8 points       |
| 14e  | 10 points      | 7 points       |
| 15e  | 8 points       | 6 points       |
| 16e  | 6 points       | 5 points       |
| 17e  | 4 point        | 4 points       |
| 18e  | 3 point        | 3 points       |
| 19e  | 2 points       | 2 points       |
| 20e  | 1 point        | 1 point        |

| Essais            | 5 points de participation |
| Épreuve mécanique | 1 point de participation  |
| Épreuve gymkhana  | 1 point de participation  |

| Position | 1  | 2 | 3 | 4 | 5 | 6 | 7 | 8 | 9 | 10 |
| -------- | -- | - | - | - | - | - | - | - | - | -- |
| Points   | 10 | 9 | 8 | 7 | 6 | 5 | 4 | 3 | 2 | 1  |

| Position | 1  | 2 | 3 | 4 | 5 | 6 | 7 | 8 | 9 | 10 |
| -------- | -- | - | - | - | - | - | - | - | - | -- |
| Points   | 10 | 9 | 8 | 7 | 6 | 5 | 4 | 3 | 2 | 1  |

## Règlementation technique
Le règlement du Championnat de France Camions est établi par la Fédération Française du Sport Automobile (FFSA). Les camions doivent respecter les normes de sécurité en vigueur et être équipés d'un roll-bar, d'un extincteur, d'un arceau de sécurité et d'un système de retenue pour le pilote.

### Cabine
La hauteur du véhicule au point le plus élevé de la cabine est de 2,5 mètres minimum, et sa largeur de 1,80 mètre.
L’intérieur est dépouillé du confort usuel pour le transport routier. Prennent place des arceaux de sécurité réglementaires et des sièges baquet type course.
Les normes FIA/FFSA, identiques à celles du sport automobile, sont en vigueur. Les véhicules dont les cabines basculent vers l’avant doivent être équipés d’un dispositif supplémentaire de verrouillage.
Le pilote dispose de deux rétroviseurs extérieurs, mais également d’une caméra pour la vision arrière qui fonctionne en permanence.

### Poids
Le poids minimum autorisé pour les camions de course est fixé à 5,4 t, dont 3,2 t à l’avant.
Il est permis de compléter le poids du véhicule par des lests, placés entre les longerons du châssis.

### Châssis
Les poutres principales du châssis proviennent d’un tracteur routier homologué d’un PTC de 18 t minimum. La garde au sol minimale est de 190 mm (100 mm pour les carénages avant et latéraux).
Tous les camions sont équipés d’un faux châssis afin d’augmenter la rigidité de l’ensemble. Des règles strictes de construction pour ce faux châssis permettent d’avoir des véhicules similaires en conception.
Le réservoir de gasoil est monté entre les faces intérieures des longerons du châssis, entre l’arrière de la cabine et l’axe de roue arrière. Des cuves d’air et d’eau assurent le fonctionnement des systèmes pneumatique et de refroidissement.

### Moteur
Peu importe le nombre de cylindres ou l’architecture du bloc-moteur (en ligne, en V, etc.), pourvu que la cylindrée ne dépasse pas 13 litres.
Le moteur est issu d’une gamme conçue pour les véhicules de série, mais il peut être d’une marque différente de celle du camion utilisé comme base. Les modifications sont permises, avec des composants disponibles au catalogue du fabricant du moteur (injection, turbo, etc.).
La puissance peut atteindre, voire dépasser 1000 ch. Le recours au turbocompresseur à simple étage est autorisé, de même que le refroidissement par pulvérisation d’eau sur l’intercooler afin de baisser la température d’admission. Ce système de refroidissement est commun à celui des freins.

### Sellette
Préserver la ligne d’un véhicule de série fait partie de l’esprit des courses de camions. Ces prototypes racing conservent donc la sellette d’attelage, même si elle n’a pas d’utilité. Souvent en matériau composite afin de gagner en masse, elle est placée au centre de l’essieu moteur, devant l’axe des roues arrière.

### Carburant
Biocarburant : les pilotes engagés dans le championnat de France roulent tous alimentés par un carburant vert.

### Roues
Les pneumatiques ont une largeur maxi de 315 mm. Ils sont montés sur des jantes de dimensions 22.5 × 9 (diamètre × largeur).
La pression de gonflage à froid ne dépasse pas celle prescrite par le constructeur. Le championnat de France Camions FFSA dispose d’un fournisseur exclusif pour la saison, Goodyear.
Le camion possède un freinage à double circuit commandé par la pédale et doté d’une vanne de protection à 4 voies permettant de les isoler.

### Vitesse
Pour des raisons de sécurité, la vitesse maximale autorisée en course, comme à l'entraînement, est de 160 km/h. Cette vitesse est contrôlée par un système satellitaire de type GPS.

En cas de dépassement, le pilote risque des pénalités, voire la disqualification après quatre infractions constatées.

Schéma du système HANS avec un casque intégral (1 : Armature du HANS - 2 : Sangles - 3 : Points d'attache - 4 : Harnais).

### Sécurité
Les pilotes ont l'obligation de porter des sous-vêtements et une cagoule, une combinaison, des gants, des chaussures montantes, un casque intégral (le plus léger possible), tous ignifugés en Nomex et homologués par la FFSA.
Un système de protection du rachis cervical, le système HANS, est désormais obligatoire ; attaché au casque, il réduit la flexion brutale en cas de choc frontal
Des drapeaux sont également utilisés lors des courses de camions pour transmettre des informations aux pilotes. Ce sont les commissaires de piste qui agitent ces drapeaux en bord de piste, derrière les rambardes de sécurité.

## Développement durable
En juin 2022, sous l'impulsion du promoteur FranceRoutes, le championnat de France Camions s'est s'inscrit dans une politique de développement durable. La charte « Championnat éco-responsable » est alors signée par les acteurs du Championnat de France Camions FFSA sur le Circuit de Charade. Cette charte est composée de 9 actions majeures à mettre en œuvre au cours de la saison (mobilités durable sur paddock, réduction et tri des déchets, respect des infrastructures, biocarburants, économies d'énergie, etc.). Cette démarche s'inscrit dans la lignée de la charte événementielle éco-responsable initiée par le Circuit Paul Ricard, et signée par le promoteur lors du premier rendez-vous en avril 2022.

## Palmarès

### Titres par pilote (2018-2023)
| Année | Pilote                 | Teams             | Camion       |
| ----- | ---------------------- | ----------------- | ------------ |
| 2017  | Anthony Janiec         | Lion Truck Racing | MAN          |
| 2018  | Anthony Janiec         | Lion Truck Racing | MAN          |
| 2019  | Anthony Janiec         | Lion Truck Racing | MAN          |
| 2021  | Téo Calvet             | Buggyra Racing    | Freightliner |
| 2022  | José Eduardo Rodrigues | Reboconort Racing | MAN          |
| 2023  | Téo Calvet             | Buggyra Racing    | Freightliner |
| 2024  | Téo Calvet             | Buggyra Racing    | Freightliner |

### Victoires par pilote (2018-2024)
| Rang | Pilote                 | Teams             | Camion       | Victoires |
| ---- | ---------------------- | ----------------- | ------------ | --------- |
| 1    | Téo Calvet             | Buggyra Racing    | Freightliner | 33        |
| 2    | Anthony Janiec         | Lion Truck Racing | MAN          | 31        |
| 3    | Thomas Robineau        | Team Robineau     | MAN          | 24        |
| 4    | José Eduardo Rodrigues | Reboconort Racing | MAN          | 9         |
| 5    | Lionel Montagne        | Aravi Racing      | Renault      | 8         |
|      | Yorick Montagne        | Aravi Racing      | Renault      | 8         |
| 7    | Raphaël Sousa          | Team VTR          | Freightliner | 6         |
|      | Jonathan André         | Lion Truck Racing | MAN          | 6         |
| 9    | José Sousa             | Team VTR          | Freightliner | 2         |
|      | Adam Lacko             | Buggyra Racing    | Freightliner | 2         |
| 11   | Anthony Robineau       | Team Robineau     | MAN          | 1         |
|      | Grégory OSTASZEWSKI    | Team 14           | Renault      | 1         |

### Victoires challenge sportif par pilote (2018-2024)
| Rang | Pilote                 | Teams             | Camion       | Victoires |
| ---- | ---------------------- | ----------------- | ------------ | --------- |
| 1    | Téo Calvet             | Buggyra Racing    | Freightliner | 12        |
| 2    | Thomas Robineau        | Team Robineau     | MAN          | 7         |
| 3    | Anthony Janiec         | Lion Truck Racing | MAN          | 5         |
| 3    | Lionel Montagne        | Aravi Racing      | Renault      | 4         |
| 4    | José Eduardo Rodrigues | Reboconort Racing | MAN          | 3         |
| 5    | Yorick Montagne        | Aravi Racing      | Renault      | 1         |
|      | Raphaël Sousa          | Team VTR          | Freightliner | 1         |